# Селлий, Адам Бурхард
Адам Бурхард Селлий (в монашестве Никодим; 1695, Тённер, Дания — 1746, Петербург, Петербургская губерния, Российская империя) — русский библиограф, богослов, историк, писатель и философ датского происхождения.

## Биография
Родился в 1695 году в Тённере. Учился в ряде европейских институтов по четырём отраслям знаний, окончил только Йенский университет. В 1722 году переехал в Петербург и основные моменты работы приходились именно на этот город. Работал учителем латинского языка в Петербургских гимназиях, работал в БАНе. Принял монашество и взял себе имя Никодим и был смотрителем Александро-Невской духовной семинарии. 
Скончался в 1746 году в Петербурге.

## Научные работы
Основные научные работы посвящены истории. Автор ряда научных работ на латинском языке, а также первого в Российской империи биобиблиографического словаря.